# Nicolas Savouret
Nicolas Savouret, foi um frei franciscano francês que nasceu no dia 27 de fevereiro de 1733 em Joinville-le-Pont. Durante a Revolução Francesa, ele foi morto em 1794 em Rochefort, no evento que depois ficaria conhecido como Martírio dos Portões de Rochefort. O Papa João Paulo II em 1995, aprovou a sua beatificação.

## Biografia

### Vida e Martírio
Nicolas Savouret nasceu em Joinville-le-Pont no dia 27 de fevereiro de 1733, filho de Jacques Savouret, conhecido como “a Rosa” e de Catherine Bruer. Ele é um frei franciscano da Ordem dos Frades Menores Conventuais, onde foi doutor em Teologia e Capelão da Clarissas .
Em 1790, ele recusa a Constituição Civil do Clero durante a Revolução Francesa, que obrigava os clérigos a prestar juramento e se tornarem funcionários públicos do Estado. Devido a sua atitude é deportado para os Pontões de Rochefort em Março de 1794, onde muitos padres eram presos, torturados e deportados para Guiana Francesa. Sendo ele idoso, não suportou os sofrimentos e morreu no dia  16 de Julho de 1794.
Acredita-se que nesse local passaram 829 sacerdotes católicos, onde destes, 547 morreram entre 11 de abril de 1794 e 7 de fevereiro de 1795. O Papa João Paulo II declarou no dia 1 de Outubro de 1995, 64 beatos, entre eles Nicolas Savouret.